# Laan van Nieuw Guinea, Spinozaplantsoen en omgeving
Laan van Nieuw Guinea, Spinozaplantsoen en omgeving is een buurt in de wijk West in Utrecht, de hoofdstad van de Nederlandse provincie Utrecht. De buurt telde in 2014 4064 inwoners.

## Ligging
De buurt wordt begrensd door de Keulsekade/Merwedekanaal, de Oude Rijn langs de Billitonkade en de Vleutenseweg. De buurt ligt ten westen van Lombok en ten noorden van Oog in Al. Ten noorden ligt het Nieuw Engeland, Thomas à Kempisplantsoen en omgeving.
De buurt wordt doorsneden door de Spinozaweg en de buurt kan daardoor in feite onderverdeeld in twee vrij verschillende buurten.

## Laan van Nieuw Guinea
De buurt rond de Laan van Nieuw Guinea sluit qua kenmerken aan op Lombok. Door veel mensen wordt dit deel van Utrecht ook bij Lombok gerekend, ook al rekent de gemeente Utrecht het er niet bij. Een bijnaam voor deze buurt is ook "achterin Lombok". De Laan van Nieuw Guinea zelf is in feite ook de verlengde Kanaalstraat. Een andere belangrijke en historische weg is de Groeneweg, die de Laan van Nieuw Guinea kruist. Aan de Groeneweg stonden enkele voorzieningen, zoals het Jongerencentrum WestSide en een supermarkt, inmiddels is het nu een winkelcentrum genaamd "Haroekoeplein". Het deel tussen Groeneweg en Bilitonkade stond bekend als de wijk Jaffa (vernoemd naar de voormalige buitenplaats Jaffa) en kenmerkt zich door architectuur van de Amsterdamse School. De naam "Jaffa" wordt nog wel gebruikt. In het uiterste noordoosten van de buurt, staat een modern bedrijvencentrum, genaamd "Bedrijvencentrum Lombok".

## Spinozaplantsoen en omgeving
Het Spinozaplantsoen en omgeving is een verzameling van voormalige arbeidersflats van twee verdiepingen en lage arbeiderswoningen en andere eengezinswoningen. Vooral de relatief kleine arbeidersflats voldoen volgens de gemeente Utrecht niet meer aan de eisen van de moderne tijd. Samen met dit gegeven en dat deze woningen op de locatie liggen nabij de verkeersas Leidsche Rijn-Binnenstad, staan ze op de nominatie voor sloop.
De buurt kent een vrij hoog percentage allochtonen, maar ook relatief veel studenten en starters. 
Den Hommel · Halve Maan · Laan van Nieuw Guinea, Spinozaplantsoen · Lage Weide · Lombok en Leidseweg · Nieuw Engeland, Thomas à Kempisplantsoen en omgeving · Oog in Al · Schepenbuurt · Welgelegen